# Libythea alompra
Libythea alompra är en fjärilsart som beskrevs av Moore 1901/03. Libythea alompra ingår i släktet Libythea och familjen praktfjärilar. Inga underarter finns listade i Catalogue of Life.